# Ian Maatsen
Ian Ethan Maatsen (ur. 10 marca 2002 w Vlaardingen) – holenderski piłkarz pochodzenia surinamskiego, występujący na pozycji obrońcy w angielskim klubie Aston Villa oraz w reprezentacji Holandii. Wychowanek angielskiej Chelsea.